# Sigrid Siegele

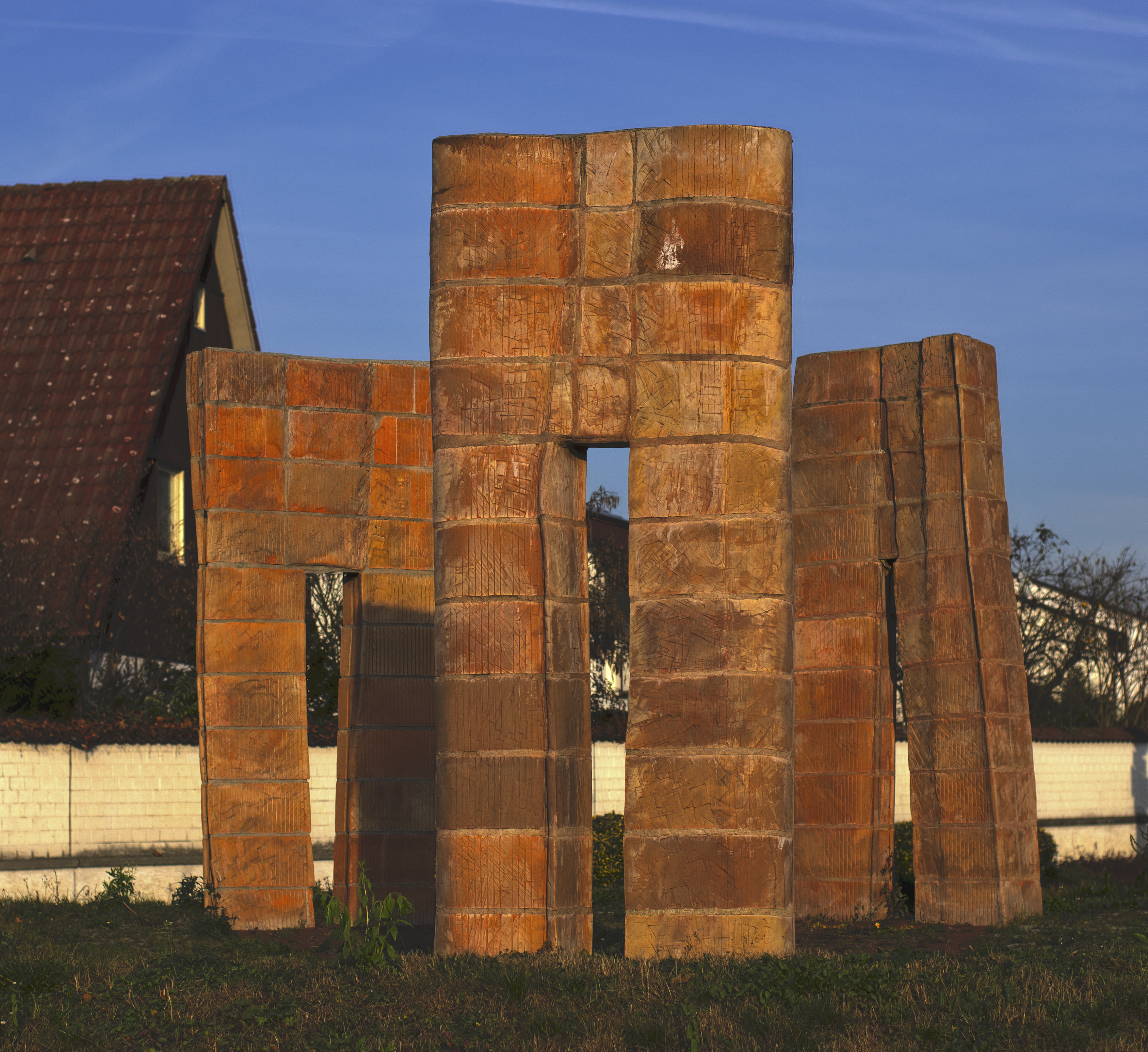
Drei Hohe Tore in Mörfelden-Walldorf

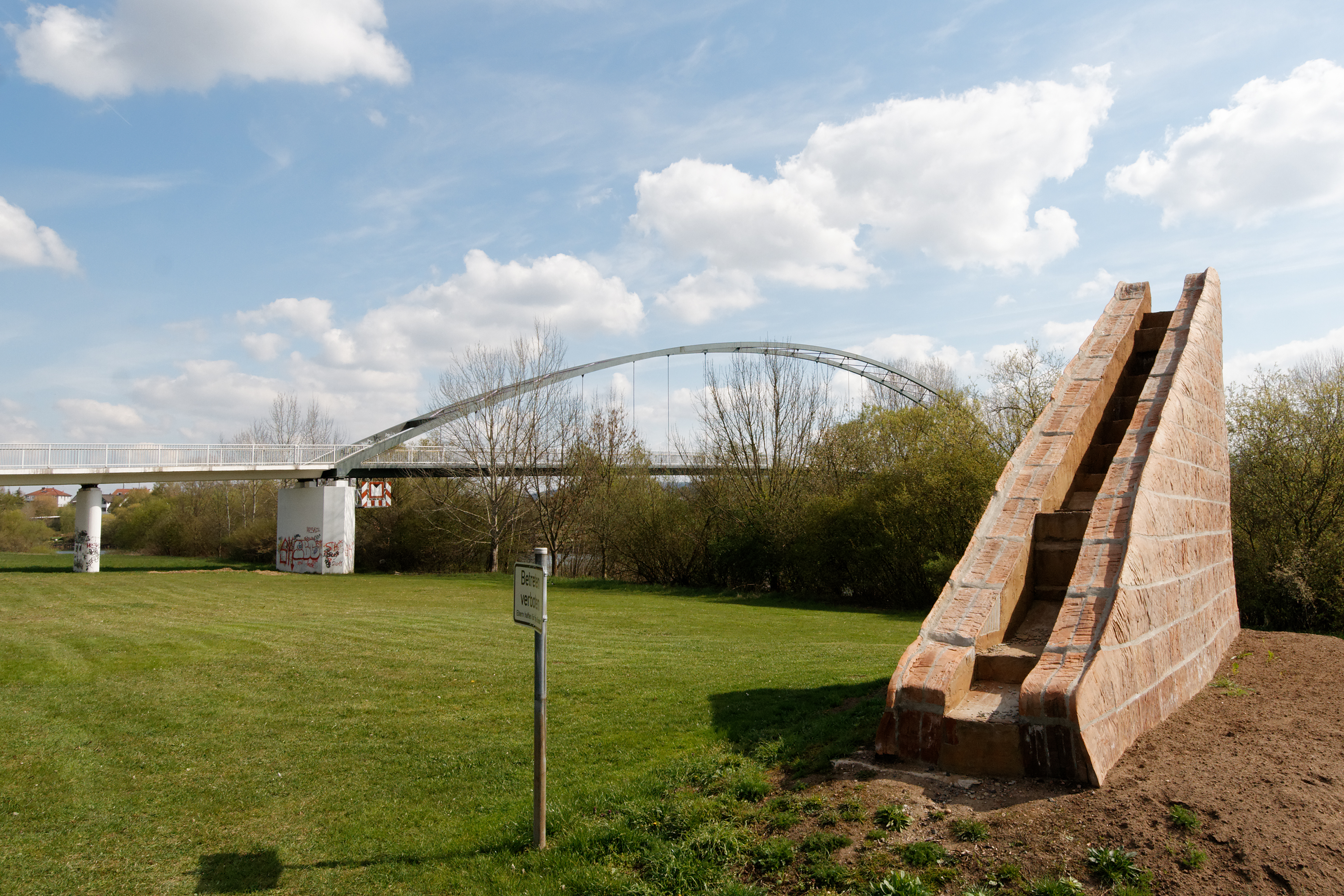
Himmelsleiter in Mainflingen

Sigrid Siegele (* 8. Dezember 1951 in Ravensburg; † 23. Januar 2017 in Darmstadt) war eine deutsche Bildhauerin.

## Leben
Nach einer Ausbildung zur Erzieherin und Sozialarbeiterin studierte Sigrid Siegele von 1981 bis 1986 freie Kunst an der Gesamthochschule Kassel. Nach Studienaufenthalten in Nepal, Indien und Portugal wurde sie selbständig als freischaffende Künstlerin. 1993 zog Siegele nach Darmstadt und fungierte von 1999 bis 2001 als Vorständin der Darmstädter Sezession.
Im Jahr 2004 starb ihr Lebenspartner nach einer Krankheit. Siegele selbst starb am 23. Januar 2017 im Alter von 65 Jahren, nach kurzer Krankheit, da sie sich einer Therapie verweigert hatte.

## Werk
Die Skulpturen von Sigrid Siegele bestehen zumeist aus Ziegel. Deren Formen sollen keine Perfektion erlangen, sondern den Normen widersprechen. Ihre Werke sind im öffentlichen Raum vieler deutscher Städte zu finden. Zudem wurden ihre Werke in zahlreichen Einzelausstellungen und Ausstellungsbeteiligungen im In- und Ausland ausgestellt.

## Werke (Auswahl)
- 2008: Himmelsleiter II, Kilianusbrücke am Main, Mainflingen
- 2007: Himmelsleiter I, Alter Güterbahnhof, Hamburg-Bergedorf
- 2007: „Drei Hohe Tore“ Gestaltung eines Verkehrskreisels in Mörfelden-Walldorf
- 1997: Kindertagesstätte „Liebfrauenblock“, Darmstadt
- 1996: Felke-Center, Bad Sobernheim
- 1995: Frankfurter Aufbau AG, Frankfurt am Main
- 1991: Frankfurter Aufbau AG, Frankfurt am Main

## Ausstellungen (Auswahl)
- 1995: Studio 51, Frankfurter Aufbau AG, Frankfurt/Main
- 1999: SZÖG-ART Galerie, Szeged (Ungarn)
- 2004: Galerie Riedel, Frankenthal
- 2011: Skulpturen und Bilder, Galerie Lattemann, Treysa
- 2008: Neue Arbeiten, Galerie Riedel, Frankenthal[5]

## Auszeichnungen
- 2000: 1. Preis bei Skulpturen im Park, Mörfelden-Walldorf
- 1988: 1. Preis der Darmstädter Sezession[1]